# Marcianopolis
Marcianopolis (în greacă Μαρκιανούπολις, în latină Marciana Ulpia Traiana, iar în bulgară Марцианопол)  a fost un oraș roman situat în provincia romană Moesia. Ruinele sale se găsesc, astăzi, sub cartierul „Reka Devnea”, situat la 2,55 km spre nord-est de centrul orașului bulgăresc Devnea.

## Istorie
Inițial localitatea se numea „Parthenopolis”. A primit denumirea de Marcianopolis, în anul 106, după cel de-Al Doilea Război Dacic, în onoarea Ulpiei Marciana, sora Împăratului Traian.
Orașul a fost atacat de goți, în anul 267, iar în 368, împăratul Valens l-a utilizat ca reședință de iarnă.
În timpul Imperiului Roman târziu, orașul Marcianopolis a devenit capitală a provinciei Moesia II.
Orașul a fost distrus de hunii conduși de Attila, în 447, chiar după bătălia de la Utus. Împăratul bizantin Iustinian I a reconstruit orașul și l-a fortificat. Însă, acest lucru nu i-a împiedicat pe avari să-l jefuiască, în 587, înainte de a fi recucerit de bizantini. În 596, armatele Imperiului Roman de Răsărit s-au concentrat în oraș înaintea unei expediții militare importante îndreptate contra avarilor instalați la nord de Dunăre. În pofida atacurilor frecvente ale barbarilor veniți de pe malul nordic al Dunării, Marcianopolis a rămas un oraș important până la distrugerea lui de către avari, în cursul unui raid din 614 – 615.
Slavii s-au instalat în regiune în prima jumătate a secolului al VII-lea și au denumit Devina ruinele vechiului oraș.
Orașul este menționat în documente de la jumătatea secolului al VII-lea, dar referințele la acesta dispar rapid după cucerirea regiunii de către protobulgari și fondarea Primului Stat Bulgar.

### Descoperiri arheologice
În anul 1929, la Devnea, a fost descoperit un tezaur cunoscut sub numele de tezaurul de la Marcianopolis. Este vorba de un impresionant lot de peste 80.000 de monede romane de argint.

## Galerie de imagini

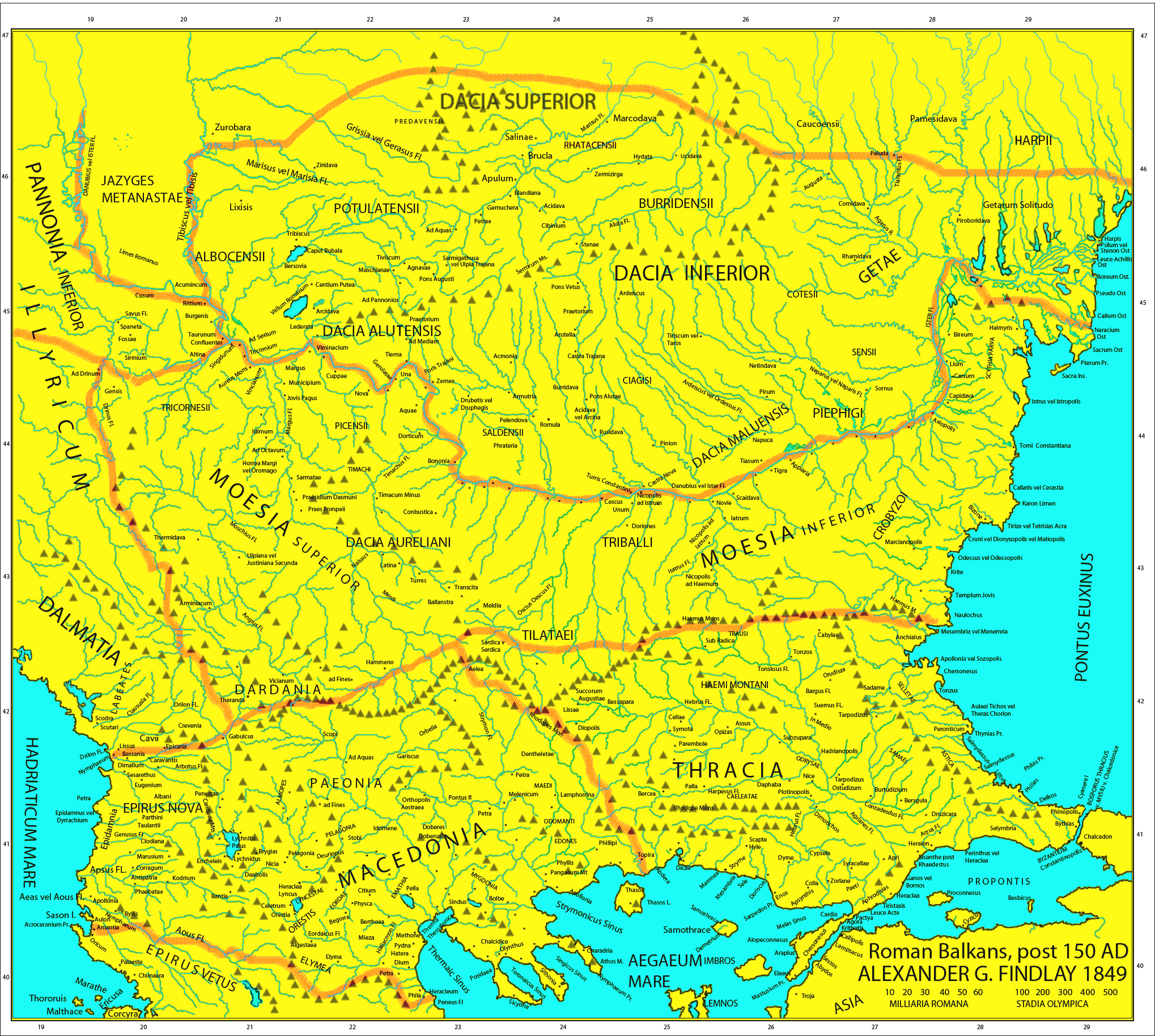
Marcianopolis și orașele vecine din Moesia, prin anul 150
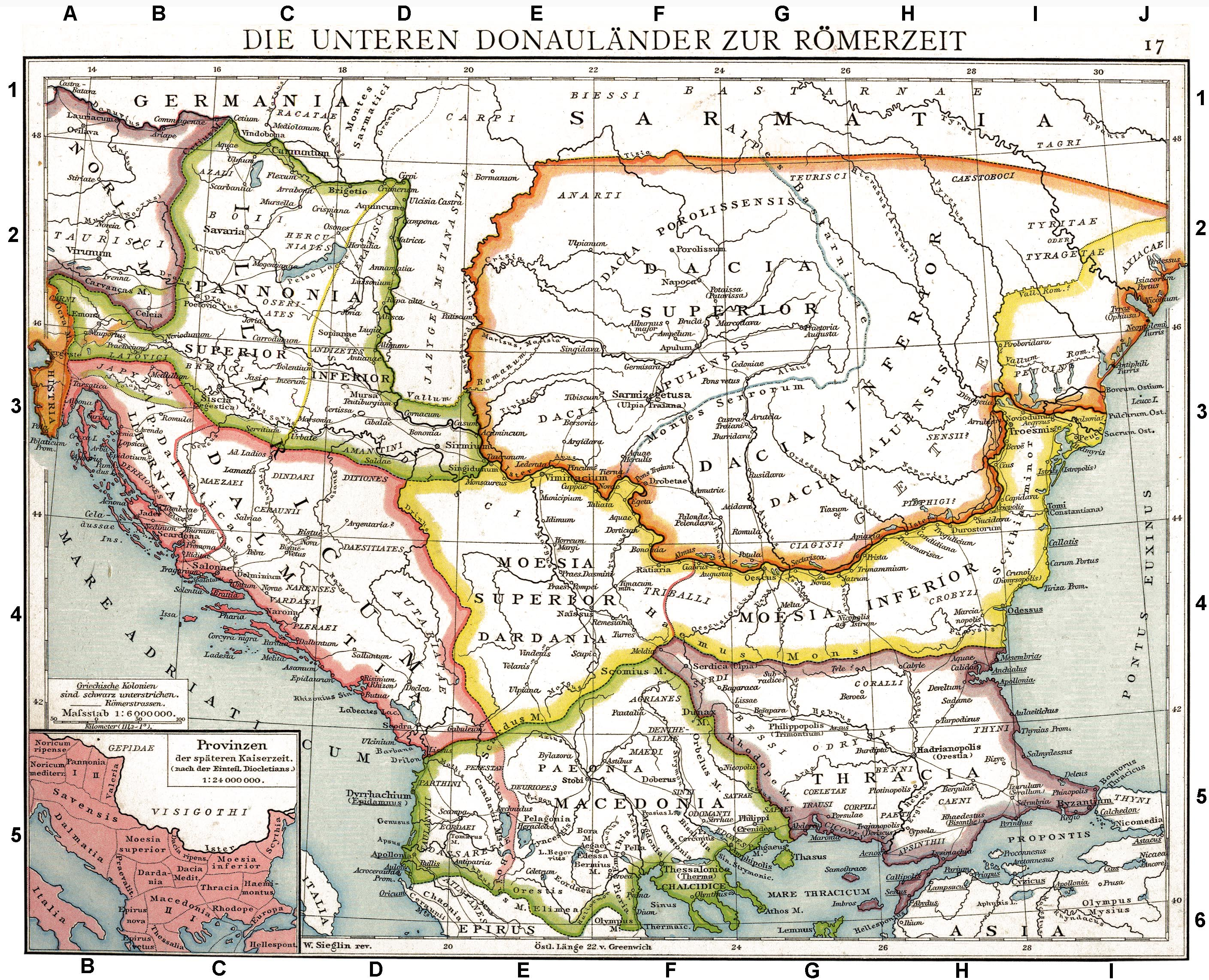
Marcianopolis și orașele vecine, la sfârșitul secolului al II-lea – începutul secolului al III-lea; granițele Moesiei sunt trasate cu galben.
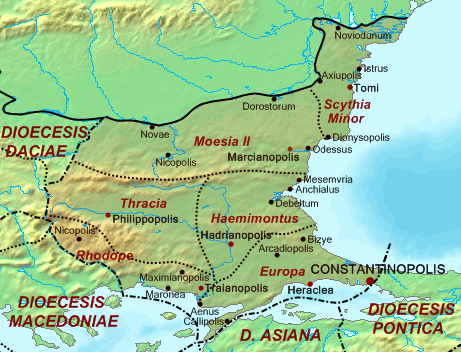
Marcianopolis, capitală a Moesiei II (400)
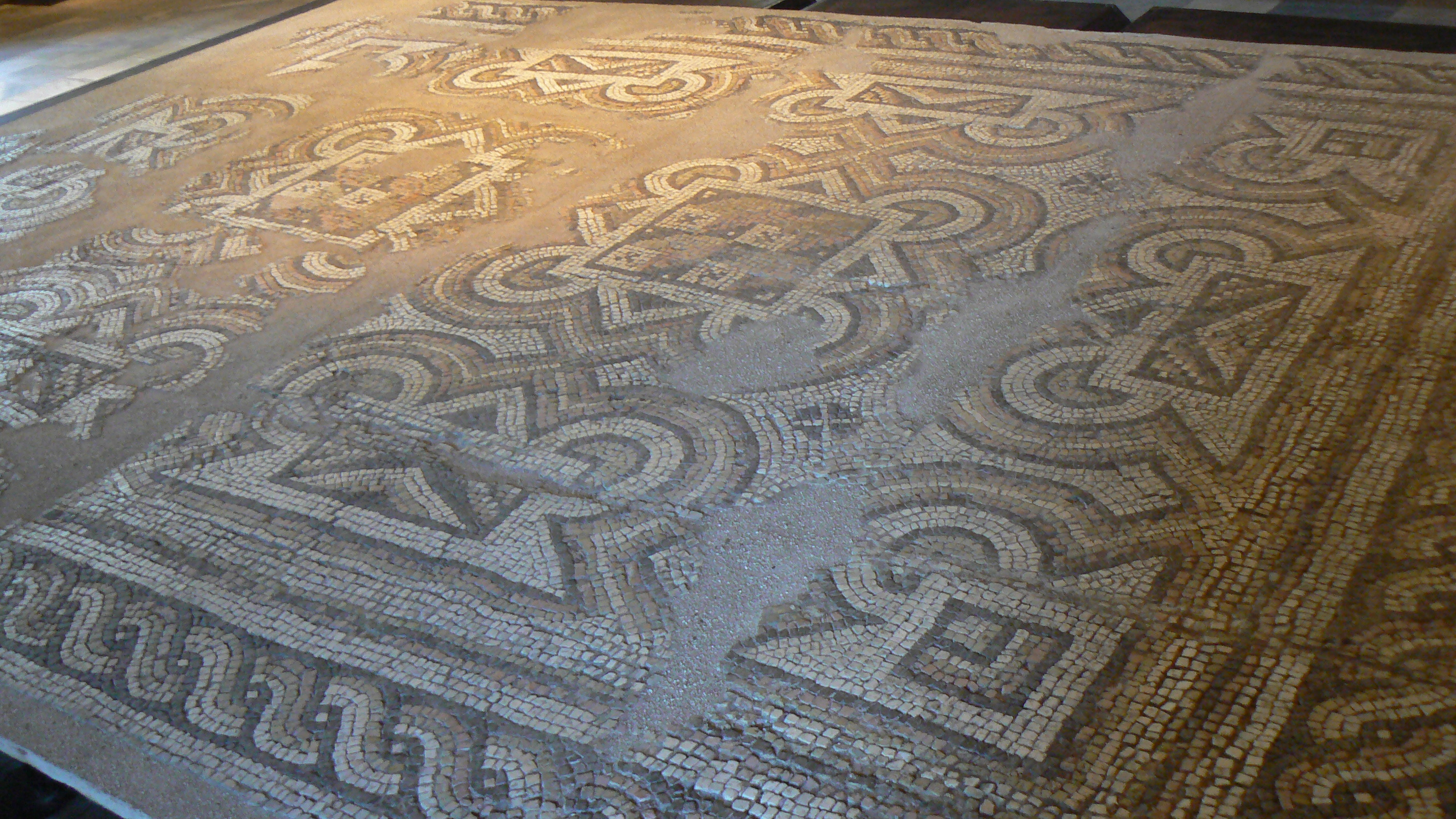
Mozaic cu motive geometrice, la Muzeul cu mozaicuri de la Devnea;
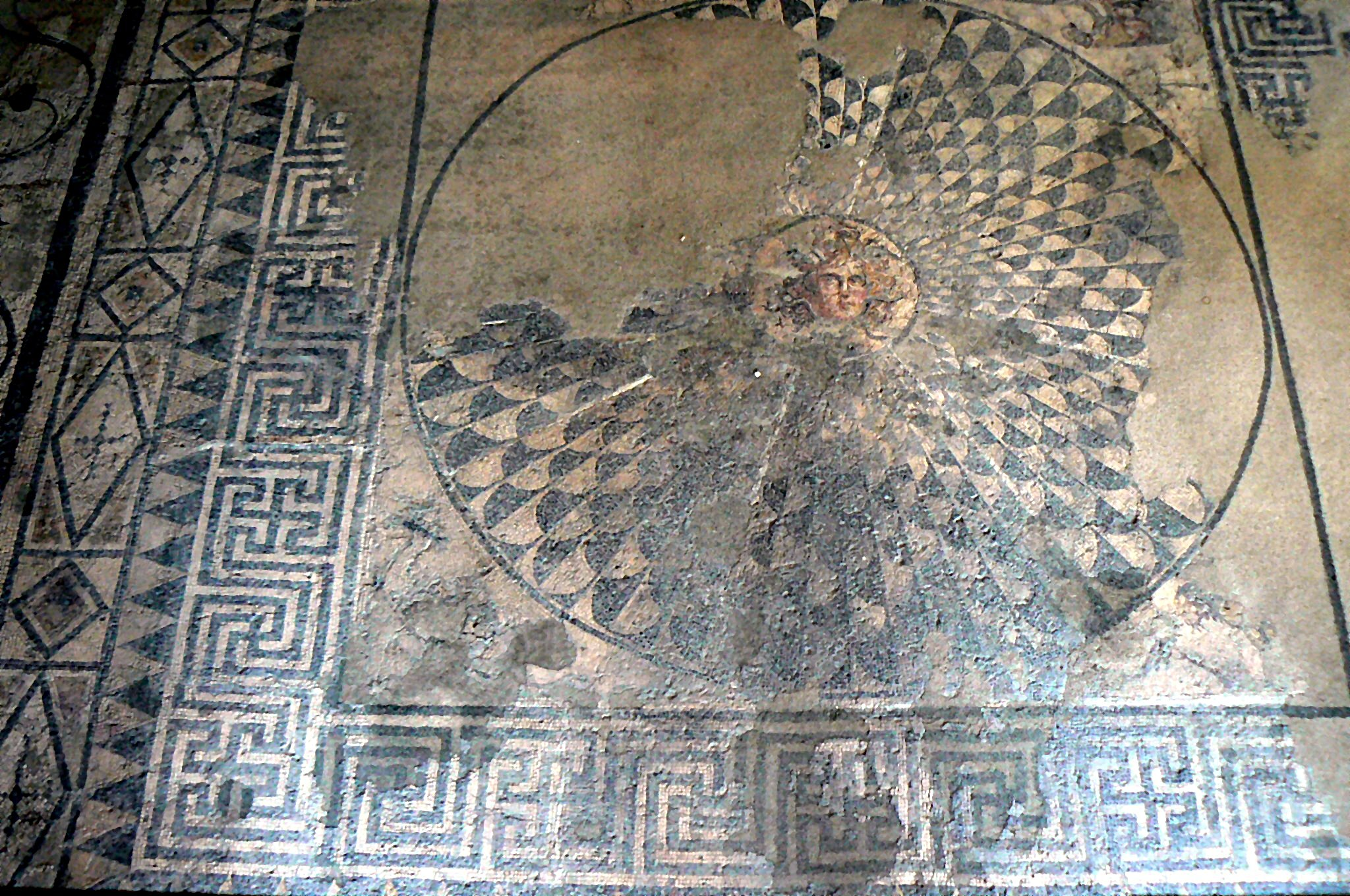
Mozaic ilustrând-o pe Medusa, în Muzeul cu mozaicuri din Devnea
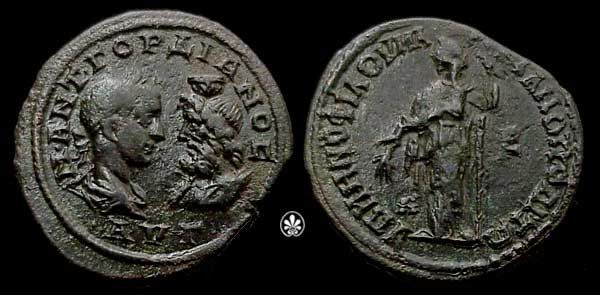
Monedă romană, cu diametrul de 28 mm, emisă de guvernatorul magistrat Tullius Menophilus, între 238 și 241, în numele împăratului Gordian III; avers: Gordian III & Serapis, față în față; M ANT GORDIANOC AVG, revers: VP MHNOFILOU MARKIANOPOLITWN, Zeița Demeter, în picioare spre stânga; E culcat.
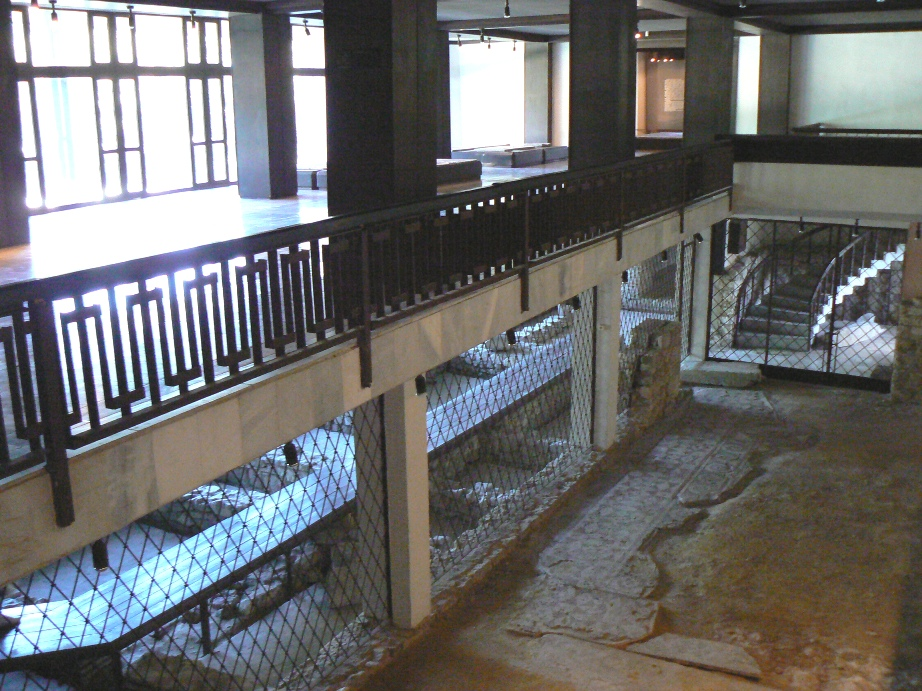
Muzeul cu mozaicuri din Devnea